# Lexii Alijai
Lexii Alijai, artistnamn för Alexis Alijai Lynch, född 19 februari 1998 i Saint Paul, död 1 januari 2020 i Minneapolis, var en amerikansk rappare. År 2017 släppte hon studioalbumet Growing Pains. Alijai påträffades död den 1 januari 2020.